# Пеца ди Пиро (Козенца)
Пеца ди Пиро је насеље у Италији у округу Козенца, региону Калабрија.
Према процени из 2011. у насељу је живело 202 становника. Насеље се налази на надморској висини од 680 м.